# Кредо вбивці
«Кредо вбивці» (англ. Assassin's Creed) — пригодницький фільм режисера Джастіна Керзела, знятий за мотивами відеоігор серії «Assassin's Creed». Прем'єра у світі відбулася 21 грудня 2016 року, в Україні — 5 січня 2017 року.

## Сюжет
У часи іспанської інквізиції 1492 року братство асасинів приймає чоловіка Агілара де Нера. Дія переноситься в 1986, де підліток Каллум Лінч застає вдома свою матір убитою батьком, одягненим у старовинний одяг і з лезом. Той наказує ховатися і тут будинок оточують невідомі. В одного з них ланцюжок із хрестом. Минають роки, у 2016 році дорослий Каллум Лінч засуджений до страти за вбивство сутенера.
Наступного дня він отямлюється, доктор Софія Райлін повідомляє, що його оголошено страченим. Софія пояснює, що Каллум перебуває в установі корпорації «Абстерго». Його насильно підключають до пристрою Анімус, одягнувши клинки Агілара. З допомогою Анімуса Лінч має пережити події минулого, записані в його генетичній пам'яті, щоб побачити життя свого предка Агілара.
Каллум бачить себе в тілі Агілара середньовічної Іспанії. Він повинен урятувати принца Ахмеда, узятого в заручники тамплієрами, що замислили захопити владу в Іспанії. Але тут втручаються асасини, убивають охорону і кидаються навздогін за каретою із принцом. Агілар хапає принца, але зривається в провалля, в останню мить зависнувши на мотузці. Каллума витягають з Анімусу за наказом Софії. Вона доповідає директору «Абстерго» Алану, що Каллум перший, хто зміг встановити зв'язок із пам'яттю свого предка. Це наближає корпорацію, що належить давній спільноті тамплієрів, досягти її планів. Алан хоче якнайшвидше дістати загадкове Яблуко Едему, здатне «вилікувати» людей від схильності до жорстокості, ключ до якого криється в минулому. Та згодом тамплієри обговорюють, що фінансування Анімуса буде припинено, щоб спрямувати фінанси на дієвіші справи. А Каллум у камері тим часом бачить галюцинацію Агілара. Софія пояснює йому, що це ефект просочування — наслідок синхронізації з предком.
Говорячи із Софією, Каллум зізнається, що понад усе хоче вбити свого батька. Софія у відповідь розповідає про Яблуко Едему, у якому криється таємниця жорстокості людей, і яке останнім тримав асасин Агілар. Вона обіцяє випустити піддослідного, коли місцеперебування Яблука буде встановлене. Лінч знайомиться з іншими піддослідними, серед них із Муссою, нащадком асасина Батіста. Той вказує, що за всіма постійно слідкують.
Фантом Агілара в камері «вчить» Каллума битися, нападаючи на нього. Заходить охорона, щоб відвести його до Анімуса. Лінч за допомогою набутих навичок намагається дати їм відсіч, але марно. Його тягнуть до кімнати з Анімусом, поки він співає пісню «Crazy». Насильно підключений до Анімуса Лінч бачить страту Агілара і його напарниці Марії. Їх мають спалити на вогнищі інквізиції, яку контролюють тамплієри. Несподівано асасин завдяки спритності звільняється і тікає з Марією. У тривалій погоні вони борються з тамплієрами, Агілар стрибає з висоти, від чого Лінч розсинхронізовується і в нього стається напад, від якого він мало не вмирає.
Після реабілітації Софія розповідає про давню ворожнечу підступних асасинів із «благородними» тамплієрами. Але Лінч здогадується, що й ті й інші однаково негідники. Алан пропонує йому здійснити помсту батькові, що захоплений тамплієрами — убити його перед тим як Анімус імовірно зробить Каллума інвалідом, як інших піддослідних. Каллум зустрічається з батьком, який пояснює, що вбив дружину аби звільнити її від використання в Анімусі. Він каже, що в Яблуці прихований генокод свободи волі, який тамплієри використають проти людства і запевняє сина, що той — асасин. Каллум дає йому ланцюжок матері, який дав йому директор Алан Райлін, батько Софії. У камері Каллума намагається вбити один з асасинів, поки він їх не зрадив. Згодом він підключається до Анімусу й під час підключення охоронець Мак-Гавен розповідає йому походження асасинів.
Каллум спостерігає, як Мухаммад XII піддається на тиск тамплієрів і показує їм де сховане Яблуко Едему. Та Агілар кидає дві димові шашки, і в цю мить він із Марією зненацька з'являються поруч і вступають у бій, щоб не допустити заволодіння тамплієрами Яблуком. Марія гине, а Агілар передає реліквію Христофору Колумбу перед тим як його оточує охорона. Тамплієри визначають, що Яблуко тепер може бути тільки в могилі Колумба в Іспанії. Тим часом Муса піднімає повстання серед піддослідних. Алан наказує знищити Анімус і всіх у будівлі.
Лінч долучається до повстання, майже наздоганяє Алана, але той встигає відлетіти на гелікоптері. Алан знаходить Яблуко Едему в могилі Колумба і прибуває на збори тамплієрів у Лондоні, хвалячи дочку. На промові батька Софія чує як той говорить, що Яблуко Едему насправді придушує всякий потяг до незалежності, даючи його володареві необмежену владу. Каллум проникає на зібрання, убиває Алана та відбирає реліквію. Софія клянеться над тілом батька помститися, тоді як асасини стоять на тлі нічного Лондону.